# Braheska gravkoret
Braheska gravkoret eller Tidökoret i Jäders kyrka ligger i direkt anslutning till kyrkans långhus, på dess södra sida, ett tiotal meter väster om kyrkans huvudkor. Koret stod färdigt år 1659. Beställare var Margareta Brahe. Detta framgår bland annat av hennes testamente.  Det bildar en arkitektonisk pendang till sakristian.
Gravkoret avskiljs från långhuset av ett kraftigt smidesgaller. Detta utfördes ursprungligen 1645 för Bengt Bengtsson Oxenstiernas gravplats i Riddarholmskyrkan i Stockholm, men flyttades 1659 till det då färdigställda gravkoret i Jäders kyrka. Det är tillverkat av klensmeden Göran Möller. Samma år, 1659, flyttades även Bengt Bengtsson Oxenstiernas kista från Riddarholmskyrkan till Jäder.
I det Braheska gravkoret finns sex kistor. Fem av dem stod tidigare i det underliggande Braheska gravvalvet (se d.o.), den sjätte kistan, nr 5, stod i det Oxenstiernska gravvalvet (se d.o.). Alla kistor flyttades, efter restaurering, upp till gravkoret år 1938.
Det skall här påpekas att Margareta Brahe, enligt vad som är känt genom hennes testamente 1661, hade velat ha sitt sista vilorum här. Så blev dock inte fallet eftersom hon genom sitt tredje äktenskap år 1661 med lantgreve Fredrik II av Hessen-Homburg (1633-1708) kom att flytta till Tyskland. Hon ligger begravd i Homburg tillsammans med maken.
Kistorna tillhör följande personer:
- 1) Bengt Bengtsson Oxenstierna af Eka och Lindö (1591-1643), "Resare-Bengt", friherre och riksråd, gift 1643 med Margareta Brahe (1603-1669) i hennes 1:a äktenskap.  Kistan är av tenn och har raka sidor. Längs kanterna på lock och kista löper gjutna lister med stiliserat bladverk. Långsidorna på lock och kista är, genom gjutna bandlister,  indelade i fem fält. På kistans hörn är änglahuvuden gjutna. Det finns åtta handtag som är i form av lejonmasker med ringar. På lockets hörn finns fyra ringar. Rester av förgyllning på kistan visar att ornamentik och handtag varit förgyllda. På långsidorna har målats vapen tillhörande Oxenstierna med bokstäverna "BB SO" (=Bengt BengtsSon Oxenstierna) samt bokstäverna "BP" (=Brita Posse). På locket årtalet "1643". På lockets ovansida finns målat ett kors, en dödskalle, korslagda ben samt INRI i vit färg. På detta ställe har ursprungligen suttit ett krucifix samt emblem och bokstäver i silver, vilket totalt vägt 547 lod. Dessa attiraljer skänktes till kyrkan av änkan Margareta Brahe 1673, men såldes 1696 för att bekosta inköpet av en ny orgel. En undersökning av kistan gjordes 1917. Det antecknades då att "Den döde ligger klädd i sammetsdräkt, som är öppen fram och sammanknuten med rosetter, på fötterna strumpor och skor, på huvudet svart sammetskalott. Skelettet har hår och skägg i behåll. Benen är sammanbunda som på rikskanslern. Inga vapen eller prydnader" (ATA).Ytterkistan restaurerades 1938 av gelbgjutaren Viktor Fong. Kistan var då svårt angripen av tennpest. Bottnen fick bytas ut och åtskilliga lagningar måste göras, bland annat ersattes åtta änglahuvuden av nya. Den ursprungliga innerkistan av ek, försedd med skjutlucka och glasfönster, ersattes av en ny (ATA). Skjutluckan förvaras nu på vapenhusvinden. Kistan flyttades, som ovan nämnts, från Riddarholmskyrkan år 1659.

- 2) Anna Margareta Sture (1615-1646), gift 1636 med Johan Oxenstierna af Södermöre (1611-1657) i dennes 1:a äktenskap. Kistan är av tenn med raka sidor. Den har sex tillplattade kulfötter av förgylld brons. Långsidorna har delats in i tre fält genom profilerade lister. Det finns åtta bärringar med förgyllda lejonmasker. En blomsterdekor i gravering och ciselering fyller ytan. På vardera långsida vapen för Leijonhufvud och Sture samt ett antal svårtydda bokstäver, bland andra "AMS" (=Anna Margareta Sture) samt "BGtS" (=Boren Grevedotter till Stegeholm). På gaveln finns inskriften "Ano 1646 den 26 juli". Kistan flyttades från Uppsala domkyrka år 1659. Den restaurerades av gelbgjutaren Viktor Fong år 1938. Kistan var då svårt skadad av tennpest. Den försågs med ny botten. En ny fot sattes in och gavlarna lagades (ATA).

- 3) Johan Oxenstierna af Södermöre (1611-1657), greve, riksråd, son till rikskanslern Axel Oxenstierna. Första giftet 1636 med Anna Margareta Sture (1615-1646). Andra giftet 1648 med Margareta Brahe (1603-1669). Kistan är gjord av tenn och är delvis silverbelagd. Den har raka sidor samt sex kulformiga, något tillplattade, fötter. Längs kistans övre och nedre kanter samt lockets nedre kant löper en 8 centimeter bred, gjuten list med stiliserade blad- och blomrankor. Långsidorna är indelade i fält genom bandlister. På vardera sidan finns tre handtag i form av lejonhuvuden med vingar. På vardera långsidan finns två graverade vapensköldar med Oxenstiernas grevevapen och inskriften:"Hans konglige Majestäts sampt Sveriges Rijkes fordomb troman Rådh Riksmarskalk Praesident uti Öfwerappelationsrätten i Wismar sampt Extraordinarie Fullmächtige Legat i Tijsklande och Laghmann öfwer Upland, denn Högwälborne Grefwe och Herre Herr Johan Oxenstierna Axelsson Grefwe till Södermöre Frijherre till Fijholm, Hörningsholm, Tullgarn, Örbyholm, Ekebijhåff, Allhult, Söderboo och Lijdöö etc (svårläst)". På huvudgaveln en kartusch, som är flankerad av änglar, med en längre, svårläst, inskrift på latin. På locket ett krucifix av bly med en Kristusfigur i rundskulptur samt INRI i upphöjda bokstäver. Kistan har samma utformning som brodern Erik Oxenstiernas kista från 1656 (se "Oxenstiernska gravvalvet" nr 13). Båda kistorna är troligen tillverkade vid Fite Fitessons verkstad i Stockholm. Attribueringen har gjorts av gelbgjutaren Viktor Fong (ATA rapport dnr 4835/38). Fite Fitesson, eller "Veith Fijthsson", var tenngjutare och verksam i Stockholm 1637-1644. Verkstaden fortsatte efter hans död.Kistan flyttades från Stockholms Storkyrka år 1659. Den restaurerades 1938 av gelbgjutaren Viktor Fong. Kistan var då svårt angripen av tennpest och bottnen lagades. Nya partier sattes in, i synnerhet kring fötternas fästen. Innerkistan lagades.

- 4) Klas Tott (1630-1674), greve, son till greve Åke Henriksson Tott (1598-1640) och Sigrid Bielke (1607-1634), gift 1665 med grevinnan Anna Margareta Oxenstierna af Södermöre (1650-1672), dotter till greve Erik Oxenstierna af Södermöre (1624-1656) och grevinnan Elsa Elisabeth Brahe (1629-1689).Kistan är av trä och är helt klädd med förgylld kopparplåt samt även av nu gulblekt, ursprungligen röd, sammet. Kistan är rikt ornerad. Den har sex tillplattade kulfötter. På långsidan finns Totts monogram inom eklövskrans omgiven av trofégrupp. På huvudgaveln finns tre förgyllda vapensköldar nämligen det Tottska huvudvapnet samt Totts och Bielkes ättevapen. På fotgaveln står årtalet "1675" samt inskriften:"Kongl. May.ts sampt Sweriges Rijkes Högtbetrodde Man Rådh och Feldtmarschalk Generalgouvernör öfwer Hertigdömet Liffland medh staden Riga så och Extra Ordinarie Ambassadeur till Frankrike Then Högwelborne Grefwe och Herre Herr Claudius Tott Grefwe till Carleborgh Friherre till Sundby Herre till Ekholmsund och Lehals Lähn - Föddes på Ekholmsund den 14 augusti anno 1630. Dödde i Paris den 12 july anno 1674".På locket finns ett krucifix av metall.

- 5) Axel Oxenstierna af Södermöre (d.y.) (1652-1676), greve, ryttmästare, son till greve Erik Oxenstierna af Södermöre (1624-1656).Kistan är av koppar och är klädd med nu brun, ursprungligen troligen röd sammet. Den har rika beslag av förgylld mässing. Längs lockets sidor finns inskriftskartuscher med bibelcitat, omgivna av putti och troféer.  På huvudändan finns Oxenstiernas af Södermöres grevevapen och inskriften:"Kongl. Maj:ts Troman, Ryttmästaren öfver ett compani af Kongl. maj:ts Lifregemente till Häst, Den Högvälborne Grefve Axel Oxenstierna Grefve till Södermöre, Friherre till Kimito, Fiholm och Tidö, Född d: 9/8 1652, Död d: 1/12 1676".På varje långsida åtta anvapen. Sex fötter i form av klot med lejontassar. På locket finns ett förgyllt krucifix.Kistan flyttades år 1938 från det Oxenstiernska gravvalvet upp till det Braheska gravkoret.

- 6) Carl Gustaf Oxenstierna af Södermöre (1655-1686), greve, son till greve Erik Oxenstierna af Södermöre (1624-1656), gift 1684 med Hedvig Ebba De la Gardie (1659-1700), dotter till greve Magnus Gabriel De la Gardie (1622-1686) och furstinnan Maria Eufrosyne av Pfalz (1625-1687).Kistan är av kopparplåt och är förgylld och delvis klädd med nu gulbrun, ursprungligen röd, sammet. Kistan har mycket praktfull ornering i barockstil. På huvudändan finns grevevapnet för Oxenstierna af Södermöre. Längs lockets sidor finns 16 anvapen. På långsidorna finns fyra par rikt ornerade handtag samt kartuscher med krönta kerubhuvuden, omgivna av trofégrupper, med inskriften:"Fordom Hans Kongl. Maj:ts Trooman och Öfwerste öfwer Des Tyska Lijfregemente till Fots så och Plenipotentarius wedh det Keyserliga Håfwet Denn Högwälborne Herre och Grefwe Carl Gustaf Oxenstierna Erichson Grefwe till Södermöre: Friherre till Kimito och Nijnääs Herre till Tijdöön Fijholm Erichsund och Wärnwnääs. Denna Sal. Herren ähr Född i Stockholm denn 27 Julii anno 1655 och Sal. Afsomnade i Wien i Österrijket denn 13 Marth anno 1686."Åtta volutformade fötter med akantusformade blad av förgylld koppar. På locket finns, i träskulpttur, en stor Kristusgestalt som halvligger med uppåtsträckta händer. Kistan är troligen ritad av Nicodemus Tessin d.y. och är utförd av Burchardt Precht. År 1938 gjordes en mindre renovering av kistan.